# Arxiu Comarcal del Baix Penedès

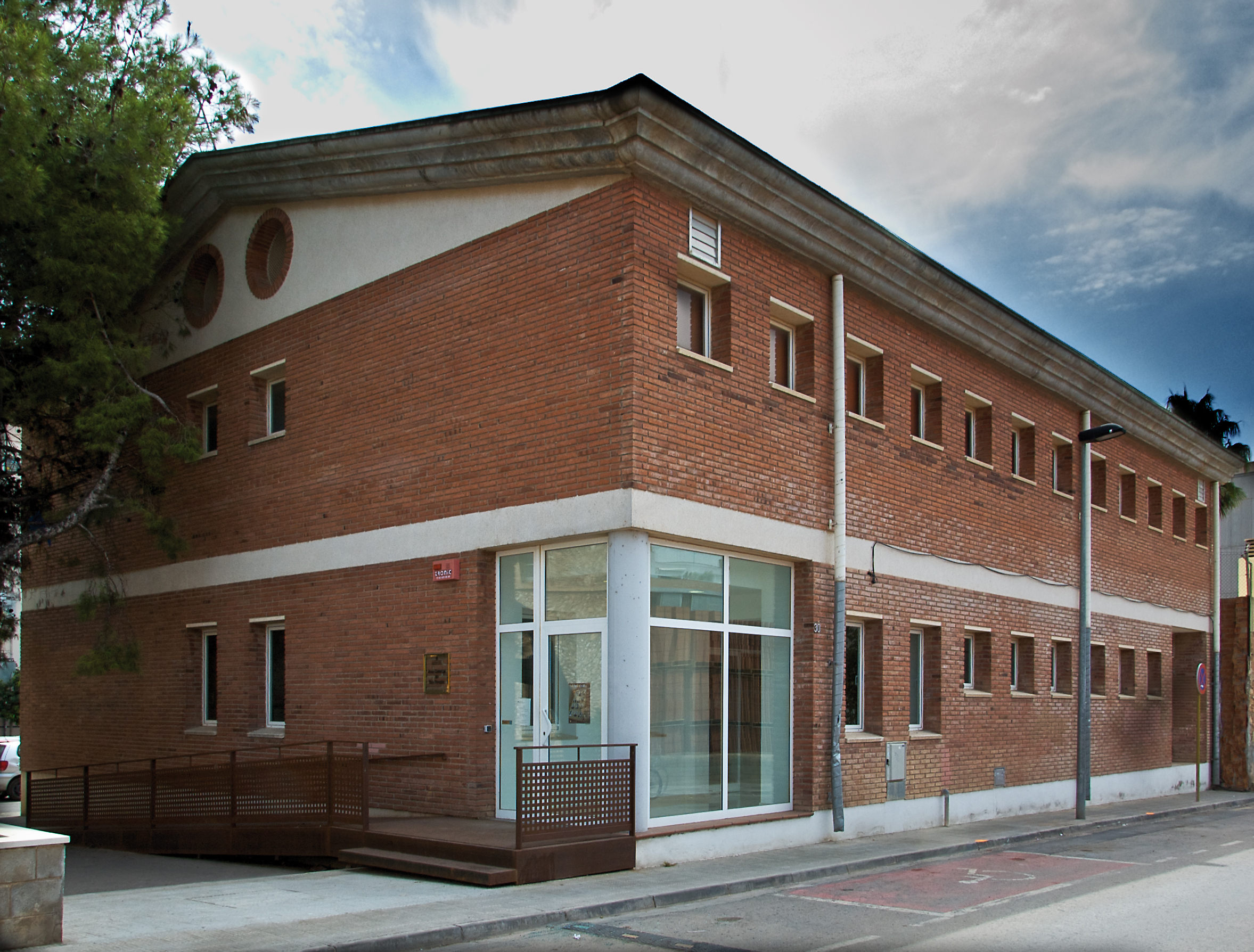

L'Arxiu Comarcal del Baix Penedès (ACBP) és un arxiu que custodia documentació pública i privada de la comarca del Baix Penedès que abraça documents des del segle xiv fins als nostres dies.
Va ser creat pel conveni signat el 26 d’abril de 1983, d’acord amb la Llei 10/2001, d’arxius i documents, A tal fi, es va construir un edifici de nova planta en un espai dins del solar de l’antic Hospital de Sant Salvador, que fou inaugurat el dia 20 d’abril de 1995. L’Arxiu disposa d’una superfície de 600 m². Està situat al número 30 del camí de Tomoví de El Vendrell i conté 1877 metres lineals amb documents d'entre el segle xiv i XXI.
Entre aquesta documentació destaquen, per la seva importància, el fons notarial del districte del Vendrell i els fons municipals de la majoria de pobles de la comarca. Com a fons més singulars ressalten el de la Duana Marítima del Vendrell, els fons patrimonials de la família Carbonell i de la família Marrugat de l’Arboç, els fons personals de Joan Ramon i Soler i els dels germans Ramon i Vidales, els fons de l'empresa Industrias Miret, SA i de la Cooperativa Agrícola del Vendrell, i els fons dels fotògrafs Feliu Olivé Nin i Antoni Ollé Pinell. També compta amb una biblioteca auxiliar de temàtica històrica.

## Alguns documents

### Carta d'Àngel Guimerà

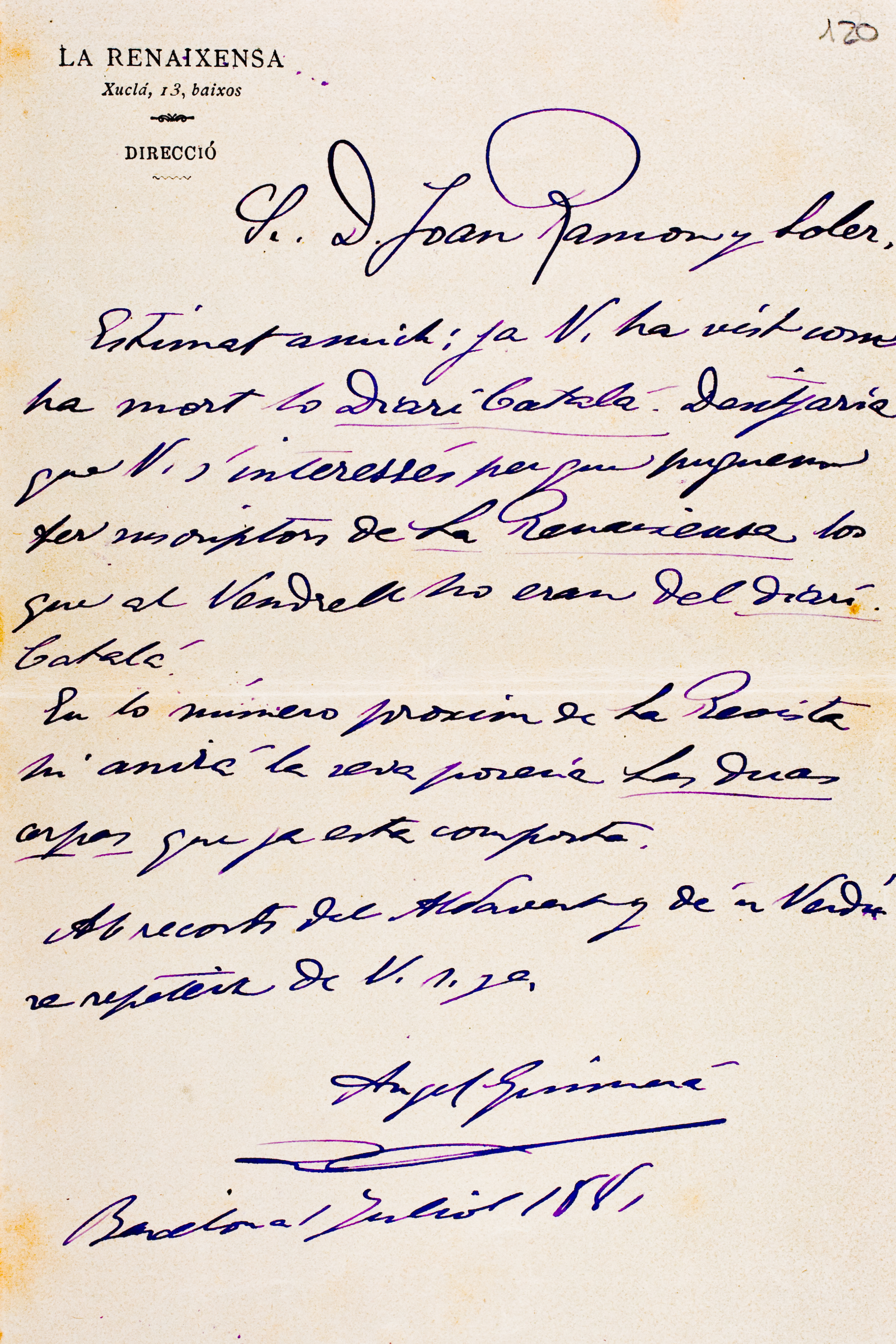
Carta d'Àngel Guimerà a Joan Ramon i Soler del 1881, conservada a l'Arxiu Comarcal del Baix Penedès.

Carta d'Àngel Guimerà a Joan Ramon i Soler. Aquesta carta d'Àngel Guimerà forma part del fons personal de Joan Ramon i Soler (1851-1900), personatge clau dins de la vida cultural del Vendrell del seu temps. Fou farmacèutic i ha deixat un gruix important d’obra escrita en prosa i en vers que es conserva a l’Arxiu Comarcal. D’aquest fons, a banda de l’obra manuscrita, destaca la sèrie de correspondència amb 311 cartes que deixen constància de la seva relació amb personatges destacats de l’època com ara Àngel Guimerà i Josep Aixalà. En aquesta carta, Àngel Guimerà, aleshores director de “La Renaixença”, es posa en contacte amb Joan Ramon i Soler per tal de captar com a nous subscriptors del seu diari tots aquells vendrellencs que ho havien estat de l’acabat de desaparèixer “Diari Català”. Aquest document també deixa constància que Joan Ramon i Soler publicava la seva obra a la premsa de l’època. Data de l'1 de juliol de 1881, és en paper i fa 25,5x13 cm.

### Redempció d'un censal mort

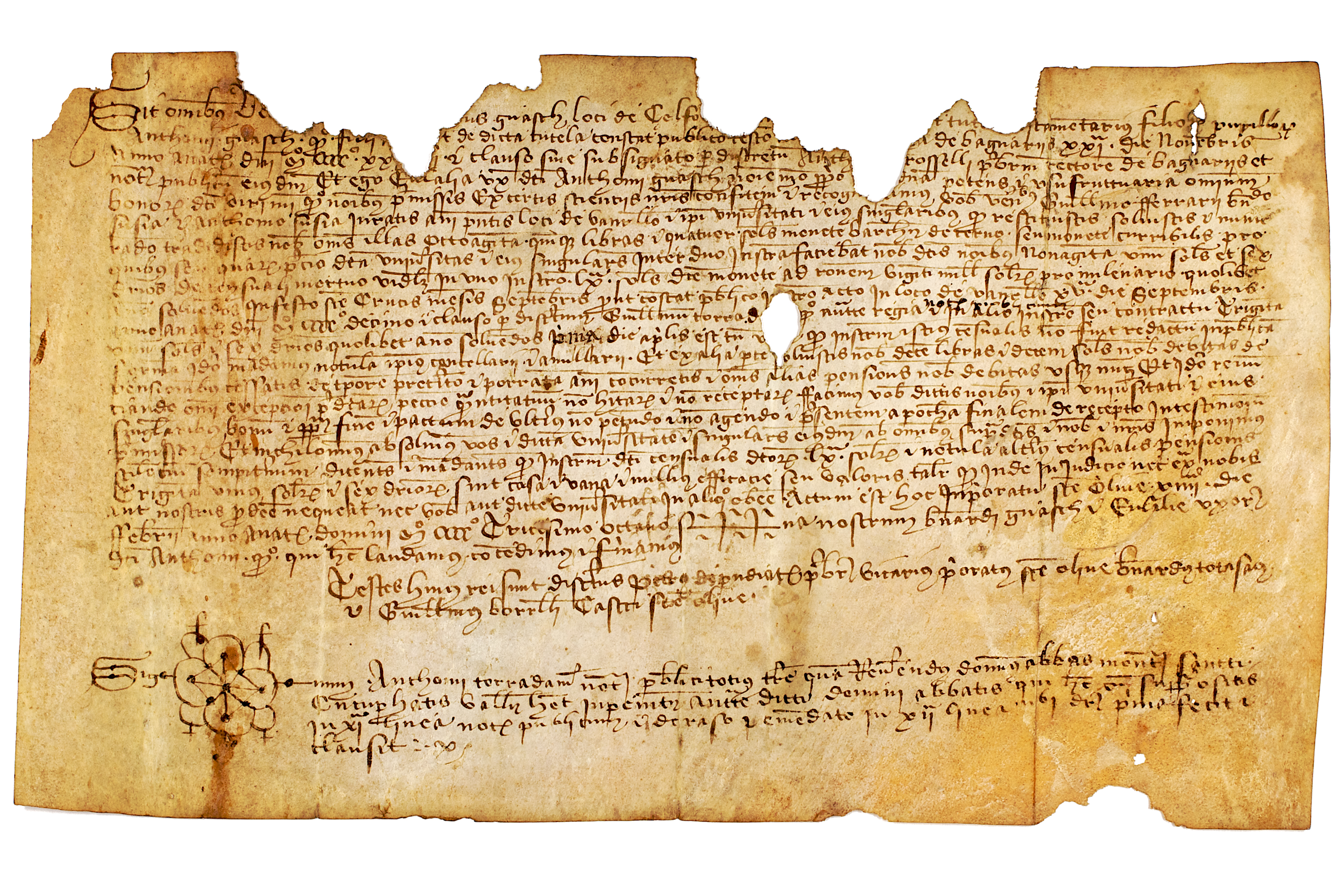
Redempció d'un censal mort. Pergamí del. És el document més antic que es conserva del fons municipal del Vendrell.

Un pergamí del segle xv és el document més antic que es conserva del fons municipal del Vendrell. Es tracta de la redempció d’un censal mort per part dels jurats de la Universitat del Vendrell, Guillem Ferrer, Bernat Susia i Antoni Susia a la família Guasch de Saifores. La família Guasch reconeix haver rebut la quantitat de 85 lliures i 4 sous pel preu d’un censal mort. La Universitat del Vendrell els pagava anualment 91 sous i 6 diners de la següent manera en concepte de renda: 60 sous per raó de 20.000 sous per miler per la Festa de la Santa Creu, al mes de setembre, segons consta en un document públic fet al Vendrell el 15 de setembre de 1410 pel notari públic, Guillem Torrademer, difunt, i 31 sous i 6 diners l’1 d’abril, segons consta en un document privat.Signen com a testimonis Pere de Pujades, prevere i vicari del priorat de Santa Oliva, Bernat Tutusaus i Guillem Borrell, del castell de Santa Oliva; davant Antoni Torrademer, notari públic nomenat per l’autoritat de l’abat de Sant Cugat del Vallès. Data del 14 de febrer de 1438, fou escrit al priorat de Santa Oliva, és en pergamí i fa 31x19 cm.

### Capbreu de Santa Magdalena de Bonastre

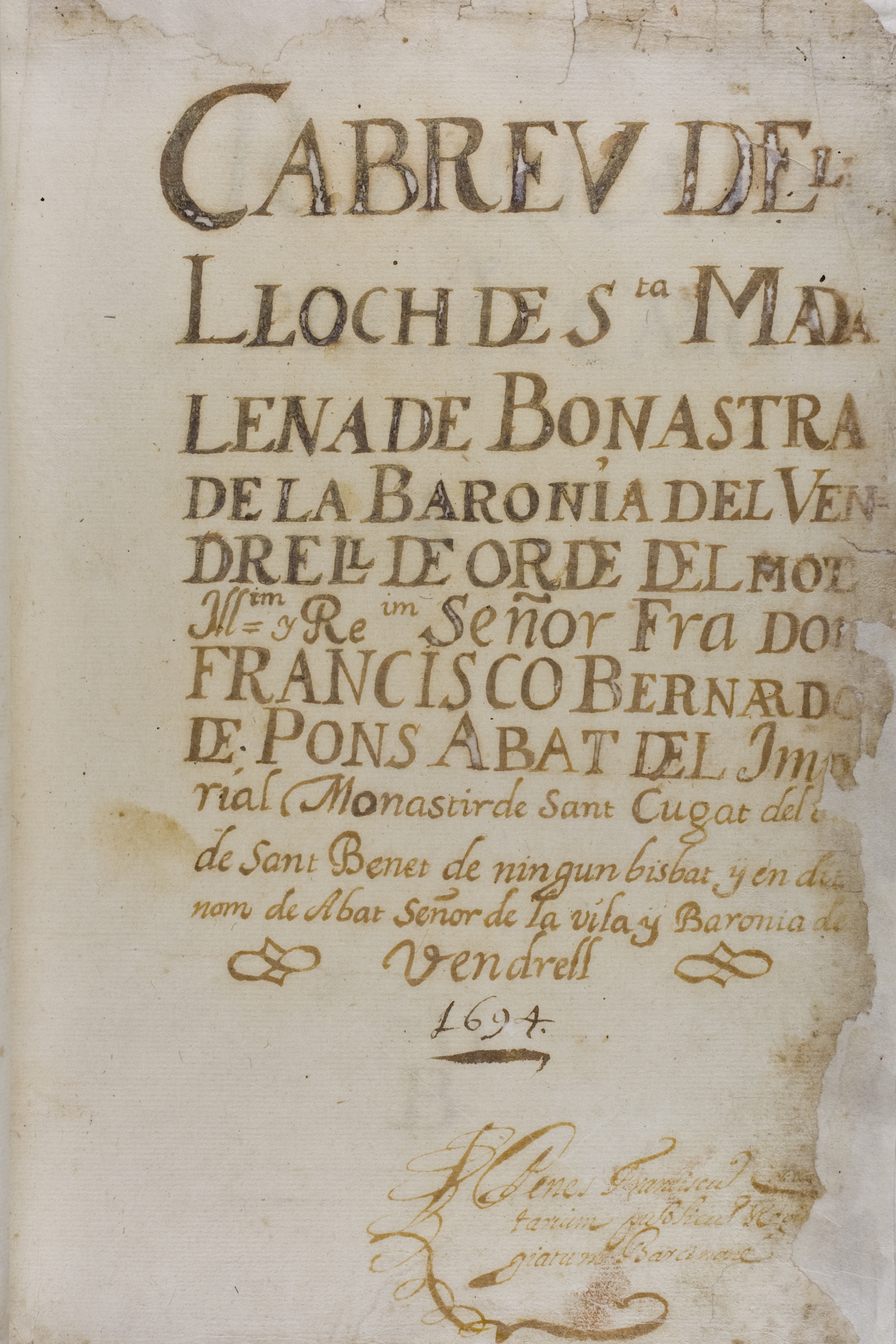
Capbreu de Santa Magdalena de Bonastre, del 1694.

Aquest document forma part de la documentació municipal de Bonastre. El seu títol és: “Cabreu del lloch de Sta. Madalena de Bonastra de la Baronia del Vendrell de orde del molt ilustríssim y reverendissim señor Fra Don Francisco Bernardo de Pons, abat del imperial manestir de Sant Cugat del Vaelès de Sant Benet de ningun bisbat y en dit nom d'abat señor de la vila y baronia de Vendrell”. El llibre està rubricat pel notari reial Francesc Cervera, consta de vuitanta-una pàgines i està escrit en llatí i català. Per a la seva enquadernació s'havia aprofitat un fragment d’un pergamí escrit l’any 1590 i, en el moment de restaurar el capbreu, l’any 2006, va ser substituït per un pergamí nou. Mitjançant aquest tipus de document el propietari directe del terme de Bonastre, l’abat del monestir de Sant Cugat del Vallès, feia inventari de les seves possessions i establia les rendes que cobrava als propietaris útils. És del 1694, escrit a Bonastre sobre pergamí i paper, i fa 36 x 26 cm.

### Foto del portal del Pardo 1940
El Portal del Pardo vist des del carrer de les Quatre Fonts és el nom d'una foto del portal del Pardo del 1940. Aquesta imatge forma part del fons del fotògraf vendrellenc Feliu Olivé Nin (1890-1968) que va ingressar a l’Arxiu Comarcal l’any 1998 mitjançant la donació de la seva filla Josepa Olivé Trillas a l’Ajuntament del Vendrell. El fons consta aproximadament de 16000 negatius en plaques de vidre i en plàstic. Feliu Olivé va treballar de fotògraf a partir de 1924 tot i que el gruix de la seva producció data dels anys de la postguerra fins als anys 60. La seva obra consta tant d’imatges d’estudi com d’exteriors. Destaquen les imatges que il·lustren el cicle festiu del Vendrell de l’època (pa beneit, festa de la bicicleta, carnaval, etc.) Des del gener de 2008, la cooperació entre l’Ajuntament del Vendrell i el Consell Comarcal del Baix Penedès ha permès d’iniciar la digitalització d’aquest fons. A la imatge es pot veure l’únic portal de la muralla medieval que es conserva. Comunica el carrer Major amb el de les Quatre Fonts. Al segle xvi, aprofitant l'estructura de la torre de la muralla, es va construir la casa, una de les més antigues del Vendrell. Al segle xviii les façanes es van cobrir amb esgrafiats.

### Sainet del 1903

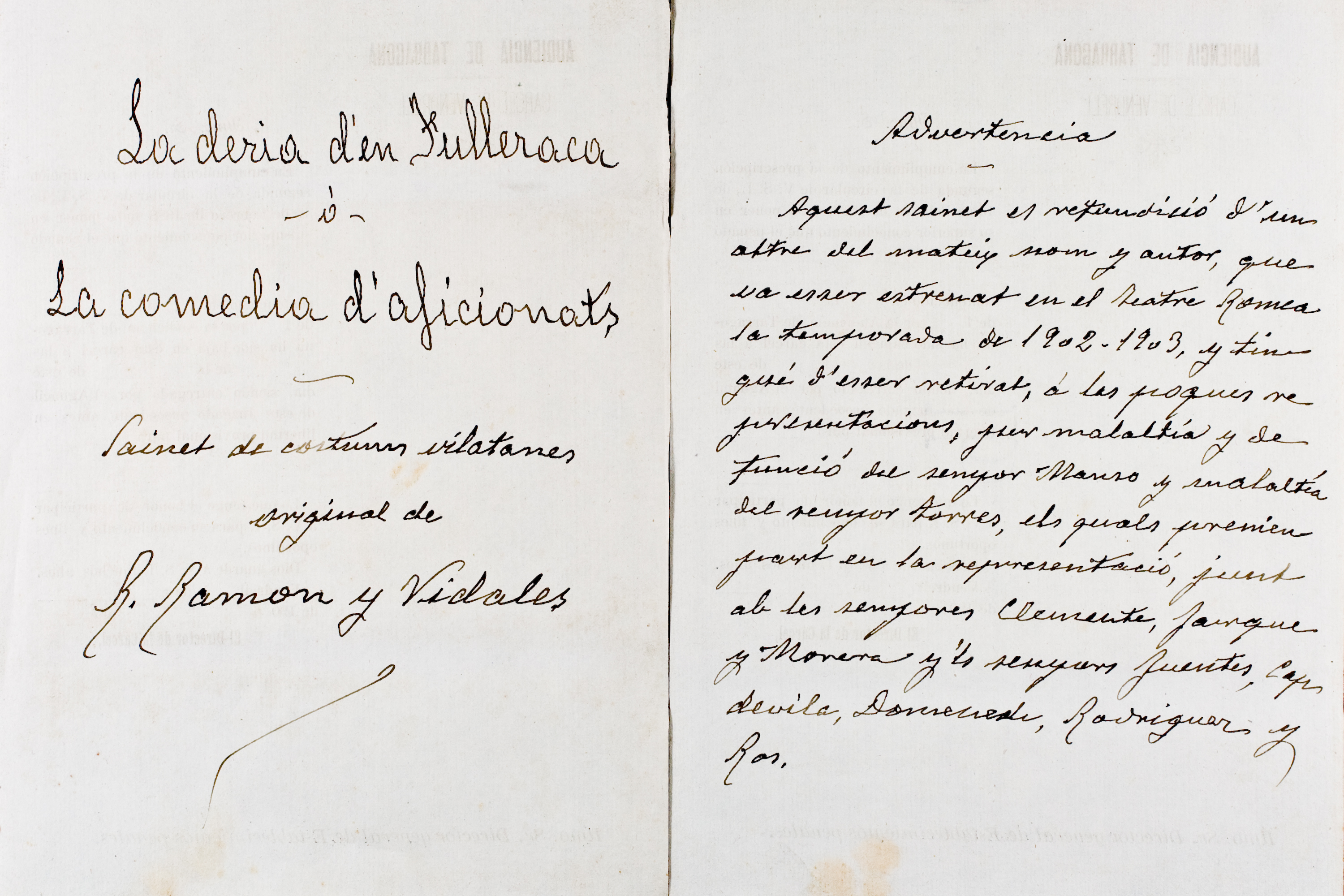
Manuscrit del sainet titulat "La dèria d'en Fulleraca o La comèdia d'aficionats"

"La dèria d'en Fulleraca o La comèdia d'aficionats" és el sainet manuscrit de 1903. És l’obra manuscrita del vendrellenc Ramon Ramon i Vidales (1854-1916) titulada “La dèria d’en Fulleraca o La comèdia d’aficionats” un sainet costumista que descriu la vida quotidiana de la vila del Vendrell del tombant de segle. El manuscrit consta de 78 pàgines i forma part del fons personal Ramon Ramon i Vidales. La major part de la seva obra teatral fou representada, amb èxit, al Teatre Romea de Barcelona. La documentació conservada inclou no tan sols la seva obra manuscrita, sinó també creacions d'altres autors, com una poesia de Joan Ramon Soler de 1879, i l’obra mecanografiada de Josep Aixalà Casellas titulada Del Vendrell a l’Havana, escrita entre 1932 i 1935. També destaca la sèrie de correspondència amb personatges destacats de l’època. Juntament amb el seu germà, Jaume, notari i autor d'un important llegat d’obra literària, periodística i històrica, es va implicar en el món cultural de la seva època, la Renaixença, i va participar activament en els Jocs Florals. L'any 1892 fundà al Vendrell, amb el seu germà, la impremta Ramon.